# Strašilka ostruhatá
Strašilka ostruhatá (Eurycantha calcarata, Lucas, 1869) je strašilka z Papuy Nové Guiney. Tělo dospělého samce je dlouhé 10–12 cm, samice 12–15 cm.

## Stavba těla
Povrch těla je poset menšími i většími ostny, dva největší se nacházejí na spodní části stehen posledního páru nohou.
Dospělý samec je tmavě hnědý až hnědočerný, povrch kůže je lesklý, neslizký. Každý pár noh je zakončen dvěma drápy, pomocí kterých se dokáže pohybovat i po hladkém povrchu. V případě ohrožení se postaví na dva přední páry končetin a zadní natahuje vysoko do výšky. Brání se zdvihnutím zadečku a zadním párem končetin, které svírá jako klepeta a svého protivníka píchá velkými ostny.
Samice je o něco větší než samec, dosahuje velikosti 12–15 cm a její zadní část těla je ukončena dlouhým kladélkem. Je světlejší než samec. Po šestém svlékání (cca 6 měsíců) klade vajíčka velká 8×4 mm do písku, rašeliny, apod. Denně naklade přibližně 3–6 vajíček, celkem nejvýše 60 vajíček.
Dospělí jedinci žijí průměrně jeden rok.

## Rozmnožování
Inkubační doba vajíček je 4–6 měsíců. Z vajíček se líhnou světle hnědé nymfy, dlouhé až 2 cm, které postupným svlékáním mění svou barvu na světle zelenou až tmavě hnědou. Před svlékáním je kůže matná. Při svlékání nejdříve praskne kůže za hlavou, jedinec si vysvleče tykadla a hlavu a postupně se vysune z kůže směrem k zadečku. Celé svlékání trvá přibližně 30–40 minut podle velikosti nymfy.

## Výskyt a způsob života
Strašilka ostruhatá je noční živočich. Přes den se skrývá pod kůrou stromů nebo v listech. V době odpočinku má nohy napřímeny podél těla, které jakoby s tělem splývaly.

## Chov
Strašilky ostruhaté vyžadují prostorné insektárium spíše vlhčího typu.
Je vhodné insektárium vybavit úkryty (kůrou stromů), kde se přes den schovají nebo zeminou, kde dospělé samičky kladou vajíčka. Je také důležité, aby se strašilky mohly napít, například dospělé kladoucí samice mohou trpět dehydratací.
V přírodě se často živí blahovičníky, v chovech ochotně přijímají listy ostružiníku, maliníku, břečťanu, hlohu, dubu, buku, růže,...